# Kokopello
Kokopello, né Antoine Angé le 2 décembre 1991 à Drancy (Seine-Saint-Denis), est un essayiste, dessinateur de presse et auteur de bande dessinée français.

## Biographie
Après des études de cinéma-audiovisuel à l'université Paris-VIII, Antoine Angé dit Kokopello, entre chez Lobster Films, une société de restauration de films anciens, en tant qu'éditeur vidéo.
En 2018, il écrit Nonsense et cinéma, un essai consacré à l'étude des films nonsensiques. Il y étudie et établit une relation entre les œuvres de Lewis Carroll, des Monty Python, de Tex Avery, ou encore de Quentin Dupieux,.
Lors de la campagne présidentielle en 2017, Kokopello infiltre les cinq principales équipes de campagne en se faisant passer pour un militant lambda. De La France insoumise au Front national (futur Rassemblement national), il fait campagne dans cinq arrondissements parisiens différents. Le soir, il dessine ce qu'il a vu et entendu la journée. Sa démarche est repérée par Le HuffPost qui republie ses planches chaque semaine dans ses colonnes.
Il présente ses dessins en anonyme sous le pseudonyme de Kokopello. Le nom est inspiré du personnage Kokopelli dont le dicton est « de ne jamais prendre la vie trop au sérieux ».
À la suite de la campagne présidentielle, Kokopello se rend régulièrement aux séances publiques à l'Assemblée nationale et y réalise des caricatures de député. Après plusieurs mois, il parvient à obtenir un badge lui permettant de circuler librement dans l'institution. Il suit différents députés de droite comme de gauche (François Ruffin, Jean Lassalle, Clémentine Autain, Cédric Villani, ...) dans les couloirs de l'Assemblée nationale et dans leurs circonscriptions pour croquer leur quotidien.
En 2021, Kokopello publie sa première bande dessinée, Palais Bourbon, les coulisses de l'Assemblée nationale dans une coédition entre Dargaud et les Éditions du Seuil,.
En 2022, à la fin des campagnes présidentielle puis législative et à la suite de l'invasion de l'Ukraine, il s'intéresse à l'Europe. Il en tire une bande dessinée La Tour de Babel, Voyages au coeur du grand bazar européen qui a  vocation à faire découvrir le fonctionnement de nos institutions européennes quelques mois avant les élections européennes de juin 2024.

## Ouvrages

### Essai
Publié sous le nom d'Antoine Angé
- Nonsense et cinéma, éditions Lobster films, 2018, 183 p.

### Bandes dessinées
- Palais Bourbon, les coulisses de l'Assemblée nationale, coédition Dargaud / Éditions du Seuil, 2021, 134 p.
- Carnets de Campagne (avec Mathieu Sapin, Morgan Navarro, Dorothée de Monfreid, Louison et Lara), coédition Dargaud / Éditions du Seuil, 2022, 240 p.
- La Tour de Babel, Voyages au coeur du grand bazar européen, coédition Dargaud (collection Embarqué) / Éditions du Seuil, avril 2024, 184 p.